# Traducción asistida por computadora
La traducción asistida por computadora (TAC), traducción asistida por ordenador (TAO) o CAT (del inglés computer-assisted translation) es el proceso de reproducción de un texto en otra lengua (traducción) que lleva a cabo una persona (el traductor) con la ayuda de software o programas de computadora desarrollados específicamente a tal fin. Este término abarca diferentes tipos de herramientas o aplicaciones informáticas específicas como, por ejemplo, las que crean y organizan memorias de traducción y los editores de recursos interactivos de software de tipo textual, también llamados herramientas de localización.

## Historia
Puede decirse que la semilla de la traducción asistida por computadora fue el informe realizado por el ALPAC (Comité Asesor para el Procesamiento Automático del Lenguaje, por sus siglas en inglés) en 1966 sobre la traducción automática. Desde la aparición de la computadora en los años 40, siempre hubo distintas corrientes que veían en él una solución para la comunicación entre diferentes culturas. Destaca, a este respecto, el Memorandum on Translation de Warren Weaver (con referencias a Claude Shannon). Sin embargo, el informe del ALPAC desaconsejó la inversión en TA, manifestando que nunca llegaría al nivel de la traducción realizada por el hombre. Esto dio pie a que se reconsiderase el modo en que la computadora podía ayudar a las personas en el proceso de la traducción.
Paralelamente al desarrollo de los primeros modelos de computadora personal (recordemos que los primeros aparecieron en la década de los 60) se fueron desarrollando herramientas diseñadas para los distintos usos que se le podían dar, aunque no sería hasta la década de 1980 cuando dichas computadoras personales conocerían su auge. Antes de esto, las empresas trabajaban con una computadora central conectado a varios terminales. En esta misma época se comenzaron a crear bases datos terminológicas que funcionaran, sobre todo, a nivel interno en una misma empresa. Durante los años 70 el almacenamiento de corpora (o conjunto de corpus) paralelos (bilingües y multilingües) da lugar a que se observe que, dentro de los textos traducidos, hay determinados términos y expresiones que se repiten sucesivamente y es entonces cuando nace el concepto de memoria de traducción (MT), que consiste en poder disponer de una base datos donde consultar traducciones previas de determinados términos o frases, iguales o similares a aquellos que quieren traducirse. No eran otra cosa que almacenes de información en una base de datos sencilla dotada de un motor de búsqueda. Tanto Martin Kay como Peter Arthern son considerados pioneros en este concepto. Peter Arthern, al frente de su cargo como jefe de la División de Traducción Inglesa del Consejo de las Comunidades Europeas (futuro Consejo de la Unión Europea), pone de manifiesto la necesidad de incorporar la computadora como solución a los problemas de coherencia y uniformidad del uso de términos que plantea la traducción a gran escala y la conveniencia de crear un sistema terminológico multilingüe que incluya glosarios actualizados (que puedan imprimirse) con equivalencias exactas, dadas por la acotación de los temas tratados en los textos legales y legislativos de las Comunidades Europeas. El desarrollo de la computadora había posibilitado por entonces una herramienta, el procesador de texto, y a Arthern se le ocurrió que la Secretaría General, las grandes empresas o instituciones e incluso otros usuarios podrían verse más favorecidos con un sistema integrado de procesador de texto que produjera traducciones por búsqueda y recuperación de texto que con un programa de traducción automática (Arthern, 1981:317). Para ello, propuso que los procesadores de texto fueran capaces de almacenar todas las traducciones ya realizadas en su memoria. En cualquier caso, ni Kay ni Arthern llegaron a desarrollar aplicaciones, simplemente postularon ideas.
Por su parte, Alan Melby, cree que la idea de las MT se originó en su grupo de investigación en la Brigham Young University y, de hecho, con parte de este grupo se unió para formar ALPS (Automated Language Processing Systems). De este modo, en 1981, ALPS lanzó el primer sistema de TAO creado para computadoras personales y disponible en el mercado, bajo el nombre de "Procesador de Repeticiones" (Repetition Processing). ALPS incorporaba un procesador de texto multilingüe, un diccionario automático, una herramienta de consulta de terminología, una herramienta interactiva para traducir y una herramienta de búsqueda y extracción de repeticiones, siendo esta última herramienta una primera versión de lo que son hoy las memorias de traducción (aunque el término memoria de traducción apareció como tal más tarde). Se reconoció que el sistema tenía grandes limitaciones, por lo que ALPS abandonó el desarrollo del sistema en 1986.
A finales de los 80 lo que centra la atención de los desarrolladores es la posibilidad de establecer concordancias bilingües entre textos, a diferentes niveles (palabras, expresiones, secuencias de caracteres, formato, etc.) mediante la alineación de textos paralelos, lo que continúa también durante los 90.
Durante los años 90 aparecen distintos sistemas de TAO, también llamados workstations, como Translator's Workbench de Trados, TranslationManager de IBM o DéjàVu de Atril. Todos ellos incorporaban diferentes utilidades o herramientas.
En suma, ha surgido un nuevo sector de actividad, conocido como industria del lenguaje.

## Herramientas de traducción asistida por computadora
Las herramientas de un sistema de TAO son las distintas aplicaciones o utilidades que incorpora el sistema para facilitar la tarea del traductor. A veces, estas aplicaciones también se encuentran de forma independiente, sin que formen parte de ningún sistema, o pueden incorporarse a otras herramientas como, por ejemplo, a un procesador de texto.
Entre los diferentes tipos de herramientas de TAO encontramos:
- Gestores de terminología
- Gestores de memorias de traducción
- Alineadores de textos paralelos
- Gestores de proyectos de traducción
- Herramientas de localización (suelen ser sistemas que contienen, a su vez, varias herramientas)

También pueden considerarse herramientas de TAO, desde el punto de vista de ayudar al traductor, aunque existan también en programas de ofimática no específicos para traductores, las siguientes:
- Procesadores de texto
- Buscadores de texto
- Correctores
- Contadores de palabras
- Editores de HTML

## Estrategia
La estrategia principal y genérica de los sistemas de traducción asistida por computadora estriba en el acceso a las memorias de traducción, para su reutilización. Por una parte, se reutilizan los elementos traducidos y revisados por un humano y, por otra, se recuperan los elementos traducidos con un índice de coincidencia variable mediante la técnica de lógica difusa. 
Asimismo, estos sistemas cuentan, por regla general, con un gestor de terminología que permite gestionar otro tipo de recursos lingüísticos, los diccionarios. Por este motivo, estas herramientas pueden considerarse como gestores de recursos lingüísticos que pueden ser reutilizados para diferentes proyectos o para otras herramientas diferentes a los de su entorno de creación. 
Estas herramientas son sistemas de información que dan soporte al almacenamiento, navegación, extracción y creación de recursos lingüísticos del tipo memorias de traducción y diccionarios terminológicos.
El auge experimentado por los sistemas de traducción asistida por computadora está vinculado al hecho de que los planteamientos más ambiciosos de la traducción automática han pecado de considerable ingenuidad, que explican la desilusión de los logros alcanzados. De la insatisfacción de esos logros, por la escasa respuesta de implantación obtenida en el ámbito profesional, se desarrollan herramientas de software que aspiran a la automatización de las tareas mecánicas, reduciendo las pretensiones de automatización de las tareas de alto nivel de implicación cognitiva. 
Los sistemas de traducción asistida por computadora funcionan de forma óptima con textos muy repetitivos, como los manuales técnicos. También son útiles para realizar revisiones, correcciones y pequeñas modificaciones.

## Ventajas
Las herramientas TAC ayudan al traductor a llevar a cabo tareas de traducción, optimizando su productividad. Además, nos libran de tareas añadidas tales como la maquetación, la extracción de contenido o la comprobación de la coherencia en la terminología.

## Traducción automática
Actualmente la mayoría de ambientes de traducción asistida por computadora incorporan funcionalidades de traducción automática configurables en forma de plug-ins o APIs. Mientras que otros como Word Magic English-Spanish Translation Software aplican las dos al mismo tiempo.